# Алексеевка (Донецкая область)
Алексе́евка (укр. Олексі́ївка) — село на Украине, находится в Великоновосёлковском районе Донецкой области.
Код КОАТУУ — 1421280805. Население по переписи 2001 года составляет 1 163 человека. Почтовый индекс — 85530. Телефонный код — 6243.

## История
Село основано в 1775 году запорожским казаком Алексеем Петренко.
9 июня 2025 года, в ходе боёв на новопавлоском направлении, ВС РФ захватили село.

## Адрес местного совета
85530, Донецкая обл., Великоновосёлковский р-н, с. Богатырь, пр. Мира, 23.